# Open GDF Suez de Cagnes-sur-Mer Alpes-Maritimes 2014
L'Open GDF Suez de Cagnes-sur-Mer Alpes-Maritimes 2014 è stato un torneo di tennis facente parte della categoria ITF Women's Circuit nell'ambito dell'ITF Women's Circuit 2014. Il torneo si è giocato a Cagnes-sur-Mer in Francia dal 5 all'11 maggio 2014 su campi in terra rossa e aveva un montepremi di $100,000.

## Partecipanti

### Teste di serie
| Nazionalità | Giocatrice              | Ranking* | Testa di serie |
| ----------- | ----------------------- | -------- | -------------- |
| Belgio      | Yanina Wickmayer        | 58       | 1              |
| Svizzera    | Romina Oprandi          | 78       | 2              |
| Kazakistan  | Zarina Dijas            | 89       | 3              |
| Svezia      | Johanna Larsson         | 91       | 4              |
| Canada      | Sharon Fichman          | 92       | 5              |
| Spagna      | Estrella Cabeza Candela | 103      | 6              |
| Polonia     | Magda Linette           | 106      | 7              |
| Ucraina     | Nadežda Kičenok         | 107      | 8              |

- Ranking al 28 aprile 2014.

### Altre partecipanti
Giocatrici che hanno ricevuto una wild card:
- Fiona Ferro
- Myrtille Georges
- Pauline Parmentier
- Tamira Paszek

Giocatrici che sono passate dalle qualificazioni:
- Ashleigh Barty
- Richèl Hogenkamp
- Daniela Seguel
- Sachia Vickery
- Giulia Gatto-Monticone (lucky loser)
- Irina Ramialison (lucky loser)

## Vincitrici

### Singolare
Sharon Fichman ha battuto in finale  Timea Bacsinszky con il punteggio di 6–2, 6–2

### Doppio
Kiki Bertens /  Johanna Larsson hanno battuto in finale  Tatiana Búa /  Daniela Seguel con il punteggio di 7–6(7–4), 6–4